# Longarone
Longarone là một đô thị thuộc tỉnh Belluno trong vùng Vénétie nước Ý. Đô thị này có diện tích 103 km², dân số thời điểm 31 tháng 12 năm 2006 là 4050 người.
Đô thị này có làng giáp các đô thị sau: Belluno, Castellavazzo, Erto e Casso, Forno di Zoldo, La Valle Agordina, Ponte nelle Alpi, Sedico, Soverzene.